# Olympische Sommerspiele 2020/Kanu – Zweier-Canadier 1000 m (Männer)
Das Kanu-Rennen der Männer mit dem Zweier-Canadier über 1000 m bei Olympischen Spielen 2020 wurde vom 2. bis 3. August 2021 auf dem Sea Forest Waterway ausgetragen.

## Titelträger
| Olympiasieger | Jan Vandrey / Sebastian Brendel | Rio de Janeiro 2016 |
| Weltmeister   | Liu Hao / Wang Hao              | Szeged 2019         |

## Ergebnisse

### Vorlauf

#### Lauf 1
| Platz | Kanute                               | Nation     | Zeit         | Bemerkung     |
| ----- | ------------------------------------ | ---------- | ------------ | ------------- |
| 1     | Liu Hao Zheng Pengfei                | China      | 3:37,783 min | Halbfinale    |
| 2     | Serguey Torres Fernando Jorge        | Kuba       | 3:39,028 min | Halbfinale    |
| 3     | Jacky Godmann Isaquias Queiroz       | Brasilien  | 3:48,378 min | Viertelfinale |
| 4     | Sergei Jemeljanow Timofei Jemeljanow | Kasachstan | 3:49,079 min | Viertelfinale |
| 5     | Roland Varga Connor Fitzpatrick      | Kanada     | 3:49,263 min | Viertelfinale |
| 6     | Wiktor Głazunow Tomasz Barniak       | Polen      | 3:49,956 min | Viertelfinale |
| 7     | Balázs Adolf Dániel Fejes            | Ungarn     | 3:53,964 min | Viertelfinale |

#### Lauf 2
| Platz | Kanute                                             | Nation                | Zeit         | Bemerkung     |
| ----- | -------------------------------------------------- | --------------------- | ------------ | ------------- |
| 1     | Sebastian Brendel Tim Hecker                       | Deutschland           | 3:42,774 min | Halbfinale    |
| 2     | Cayetano García Pablo Martínez                     | Spanien               | 3:44,947 min | Halbfinale    |
| 3     | Petr Fuksa Jr. Martin Fuksa                        | Tschechien            | 3:53,056 min | Viertelfinale |
| 4     | Wiktor Melantjew Wladislaw Tschebotar              | ROC                   | 4:00,218 min | Viertelfinale |
| 5     | Cătălin Chirilă Victor Mihalachi                   | Rumänien              | 4:00,459 min | Viertelfinale |
| 6     | Pawlo Altuchow Dmytro Jantschuk                    | Ukraine               | 4:06,089 min | Viertelfinale |
| 7     | Buly da Conceição Triste Roque Fernandes dos Ramos | São Tomé und Príncipe | 4:34,880 min | Viertelfinale |

### Viertelfinale

#### Lauf 1
| Platz | Kanute                                | Nation    | Zeit         | Bemerkung  |
| ----- | ------------------------------------- | --------- | ------------ | ---------- |
| 1     | Jacky Godmann Isaquias Queiroz        | Brasilien | 3:48,611 min | Halbfinale |
| 2     | Pawlo Altuchow Dmytro Jantschuk       | Ukraine   | 3:49,356 min | Halbfinale |
| 3     | Cătălin Chirilă Victor Mihalachi      | Rumänien  | 3:51,565 min | Halbfinale |
| 4     | Balázs Adolf Dániel Fejes             | Ungarn    | 3:53,559 min | B-Finale   |
| 5     | Wiktor Melantjew Wladislaw Tschebotar | ROC       | 4:09,956 min | B-Finale   |

#### Lauf 2
| Platz | Kanute                                             | Nation                | Zeit         | Bemerkung  |
| ----- | -------------------------------------------------- | --------------------- | ------------ | ---------- |
| 1     | Wiktor Głazunow Tomasz Barniak                     | Polen                 | 3:49,770 min | Halbfinale |
| 2     | Petr Fuksa Jr. Martin Fuksa                        | Tschechien            | 3:50,635 min | Halbfinale |
| 3     | Roland Varga Connor Fitzpatrick                    | Kanada                | 3:50,768 min | Halbfinale |
| 4     | Sergei Jemeljanow Timofei Jemeljanow               | Kasachstan            | 3:55,157 min | B-Finale   |
| 5     | Buly da Conceição Triste Roque Fernandes dos Ramos | São Tomé und Príncipe | 4:44,055 min | B-Finale   |

### Halbfinale

#### Lauf 1
| Platz | Kanute                           | Nation   | Zeit         | Bemerkung |
| ----- | -------------------------------- | -------- | ------------ | --------- |
| 1     | Liu Hao Zheng Pengfei            | China    | 3:27,023 min | A-Finale  |
| 2     | Cătălin Chirilă Victor Mihalachi | Rumänien | 3:27,399 min | A-Finale  |
| 3     | Wiktor Głazunow Tomasz Barniak   | Polen    | 3:28,282 min | A-Finale  |
| 4     | Cayetano García Pablo Martínez   | Spanien  | 3:28,594 min | A-Finale  |
| 5     | Pawlo Altuchow Dmytro Jantschuk  | Ukraine  | 3:28,775 min | B-Finale  |

#### Lauf 2
| Platz | Kanute                          | Nation      | Zeit         | Bemerkung |
| ----- | ------------------------------- | ----------- | ------------ | --------- |
| 1     | Sebastian Brendel Tim Hecker    | Deutschland | 3:26,812 min | A-Finale  |
| 2     | Serguey Torres Fernando Jorge   | Kuba        | 3:27,102 min | A-Finale  |
| 3     | Roland Varga Connor Fitzpatrick | Kanada      | 3:27,145 min | A-Finale  |
| 4     | Jacky Godmann Isaquias Queiroz  | Brasilien   | 3:27,167 min | A-Finale  |
| 5     | Petr Fuksa Jr. Martin Fuksa     | Tschechien  | 3:28,927 min | B-Finale  |

### Finale

#### B-Finale
Anmerkung: Gefahren wurde hier um die Plätze neun bis vierzehn, das heißt, die Sieger des B-Finales, Wiktor Sergejewitsch Melantjew und Wladislaw Wassiljewitsch Tschebotar, wurden insgesamt Neunter usw.
| Platz | Kanute                                             | Nation                | Zeit         | Bemerkung |
| ----- | -------------------------------------------------- | --------------------- | ------------ | --------- |
| 1     | Wiktor Melantjew Wladislaw Tschebotar              | ROC                   | 3:30,406 min |           |
| 2     | Petr Fuksa Jr. Martin Fuksa                        | Tschechien            | 3:31,240 min |           |
| 3     | Balázs Adolf Dániel Fejes                          | Ungarn                | 3:32,076 min |           |
| 4     | Sergei Jemeljanow Timofei Jemeljanow               | Kasachstan            | 3:32,873 min |           |
| 5     | Pawlo Altuchow Dmytro Jantschuk                    | Ukraine               | 3:33,330 min |           |
| 6     | Buly da Conceição Triste Roque Fernandes dos Ramos | São Tomé und Príncipe | 4:12,075 min |           |

#### A-Finale
| Platz | Kanute                           | Nation      | Zeit         | Bemerkung |
| ----- | -------------------------------- | ----------- | ------------ | --------- |
| 1     | Serguey Torres Fernando Jorge    | Kuba        | 3:24,995 min |           |
| 2     | Liu Hao Zheng Pengfei            | China       | 3:25,198 min |           |
| 3     | Sebastian Brendel Tim Hecker     | Deutschland | 3:25,615 min |           |
| 4     | Jacky Godmann Isaquias Queiroz   | Brasilien   | 3:27,603 min |           |
| 5     | Cătălin Chirilă Victor Mihalachi | Rumänien    | 3:29,285 min |           |
| 6     | Roland Varga Connor Fitzpatrick  | Kanada      | 3:30,157 min |           |
| 7     | Wiktor Głazunow Tomasz Barniak   | Polen       | 3:32,317 min |           |
| 8     | Cayetano García Pablo Martínez   | Spanien     | 3:41,572 min |           |